# ひのき草木染織工房
ひのき草木染織工房は、東京で染織を学んだ加納容子が、実家である真庭市勝山に戻り開設した工房。

## のれんによる町づくり
東京の美術大学で染織を学んだ加納容子が、1990年代、染織家として創作をしながら営んでいた実家の酒屋の店先に、手作りの暖簾をかけたことが発端となり、近隣の住民から暖簾の制作を希望されるようになる。平成8年（1996年）に住民有志が「かつやま街並み保存事業を応援する会」を発足して以降、毎年、勝山町並み保存地区全体の各店や民家の軒先に、それぞれにちなんだ暖簾を制作し続けることで「のれんの町・勝山」と呼ばれるほどになった。